# Kotakara-jima

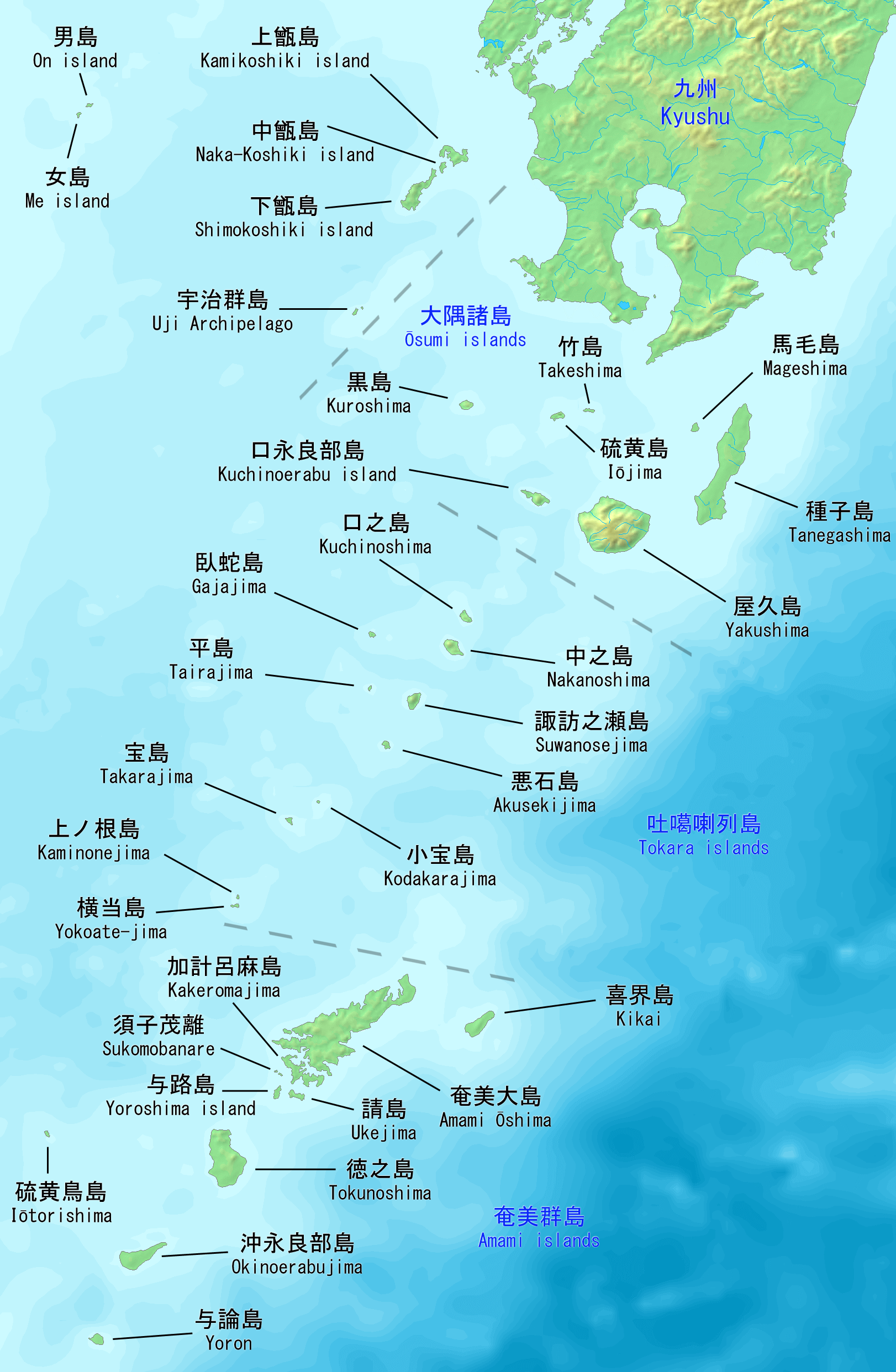
Lägeskarta, Tokaraöarna och Kotakara-jima i mitten

Kotakara-jima (japanska  (小宝島?) Kotakara-jima eller Kodakara-jima, "Kotakaraön") är en ö bland Tokaraöarna i nordvästra Stilla havet och tillhör Japan.

## Geografi
Kotakara-jima ligger cirka 73 kilometer sydväst om huvudön Nakano-shima och ca 12 km nordöst om Takara-jima. Det är den minsta ön i ögruppen.  
Ön är en korallö och har en areal om ca 1,1 km² med en omkrets på ca 4,74 km. Klimatet är subtropiskt. Den högsta höjden är på cirka 102 m ö.h. 
Befolkningen uppgår till ca 50 invånare. Förvaltningsmässigt tillhör ön Toshima-mura som är en del i Kagoshima prefekturen.
Det finns en het källa, Yutomari-onsen, på ön där nästan 90-gradigt vatten stiger upp mot marken genom sprickor i korallstenen. 
Ön kan bara nås med fartyg då den saknar flygplats, det finns regelbundna färjeförbindelse med staden Kagoshima på fastlandet. Restiden är ca 13 timmar.

## Historia
Det är osäkert när Tokaraöarna upptäcktes, de första dokumenterade omnämnandena finns i boken Nihonshoki från 720-talet.
Öarna utgjorde fram till 1624 en del i det oberoende kungadöme, Kungariket Ryukyu.
1609 invaderades Ryūkyūriket av den japanska Satsumaklanen under den dåvarande Daimyo som då kontrollerade större delen av södra Japan. Öarna införlivades i Satsumariket kring 1624.
1879 under Meijirestaurationen införlivades sedan Satsumariket i Japan, och öarna blev först del i länet Ōsumi no Kuni (Ōsumi provinsen) och senare del i Kagoshima prefekturen.
Under Andra världskriget ockuperades området våren 1945 av USA som förvaltade öarna fram till 1953 då de återlämnades till Japan.